# Buffalo Bill (singolo)
Buffalo Bill è un singolo del rapper Eminem, pubblicato il 3 dicembre 2009 come secondo estratto dalla riedizione del sesto album in studio Relapse.

## La canzone
La canzone è stata diffusa via web il 3 dicembre 2009 sotto forma di anteprima sui siti RnBjunk.com e YouTube.com.

## Il testo
Il testo della canzone si ispira al criminale transessuale presente nel film Il silenzio degli innocenti: lo si può notare sia dal contenuto del brano sia dal breve skit che precede la canzone, in cui si sentono grida di donna provenienti da lontano, risate malefiche e l'abbaiare di un cane, che nel film appartiene all'assassino soprannominato per l'appunto "Buffalo Bill" ed interpretato da Ted Levine.